# Danielle Campbell
Danielle Marie Campbell (Hinsdale, Illinois, 1995. január 30. –) amerikai színésznő, modell.
Legismertebb alakítása Davina Claire a 2013 és 2018 között futó The Originals – A sötétség kora című sorozatban.
A fentiek mellett az Randiztam egy sztárral című filmben is szerepelt.

## Fiatalkora
Campbell az illinoisi Hinsdaleben született. Szülei Georganne és John Campbell, és van egy öccse. 10 éves korában fedezték fel egy chicagoi fodrászatban.

## Magánélete
Los Angelesben él a szüleivel.

## Filmográfia

### Filmek
| Év   | Magyar cím                        | Eredeti cím                | Szerep          | Magyar hang        |
| ---- | --------------------------------- | -------------------------- | --------------- | ------------------ |
| 2019 |                                   | Being Frank                | Allison         |                    |
| 2018 |                                   | Shrimp                     | Jess            |                    |
| 2018 |                                   | Ghost Light                | Juliet          |                    |
| 2017 |                                   | F the Prom                 | Maddy Datner    |                    |
| 2016 |                                   | Race to Redemption         | Hannah Rhodes   |                    |
| 2012 | Madea néni, avagy a tanú védtelen | Madea's Witness Protection | Cindy Needleman | Vági Viktória      |
| 2011 | Prom: A végzős buli               | Prom                       | Simone Daniels  | Bogdányi Titanilla |
| 2010 | Randiztam egy sztárral            | Starstruck                 | Jessica Olson   | Kardos Eszter      |
| 2008 |                                   | The Poker House            | Darla           |                    |

### Televíziós szerepek
| Év        | Magyar cím                       | Eredeti cím     | Szerep                     | Megjegyzések                         |
| --------- | -------------------------------- | --------------- | -------------------------- | ------------------------------------ |
| 2018–2020 | Mondj egy mesét                  | Tell Me a Story | Kayla Powell / Olivia Moon | főszereplő                           |
| 2018      | Spencer                          | All American    | Hadley                     | 1 epizód: Hadley                     |
| 2018      | A főszerep                       | Famous in Love  | Harper Tate                | mellékszereplő                       |
| 2017–2018 | Runaways                         | Runaways        | Eiffel                     | mellékszereplő                       |
| 2017      | Gordon Ramsay – A pokol konyhája | Hell's Kitchen  | Önmaga                     | 1 epizód: Aerial Maneuvers           |
| 2013–2018 | The Originals – A sötétség kora  | The Originals   | Davina Claire              | főszereplő magyar hangja Gáspár Kata |
| 2012      | Haláli testcsere                 | Drop Dead Diva  | Carla Middlen              | 1 epizód: Family Matters             |
| 2010      | Zeke és Luther                   | Zeke and Luther | Dani                       | 1 epizód: Dupla csőd                 |
| 2006–2007 | A szökés                         | Prison Break    | Gracey Hollander           | 4 epizód                             |

## További információ
- Danielle Campbell a PORT.hu-n (magyarul)
- Danielle Campbell az Internetes Szinkronadatbázisban (magyarul)
- Danielle Campbell az Internet Movie Database-ben (angolul)
- Danielle Campbell a Rotten Tomatoeson (angolul)